# Von Ingelheim’sches Palais

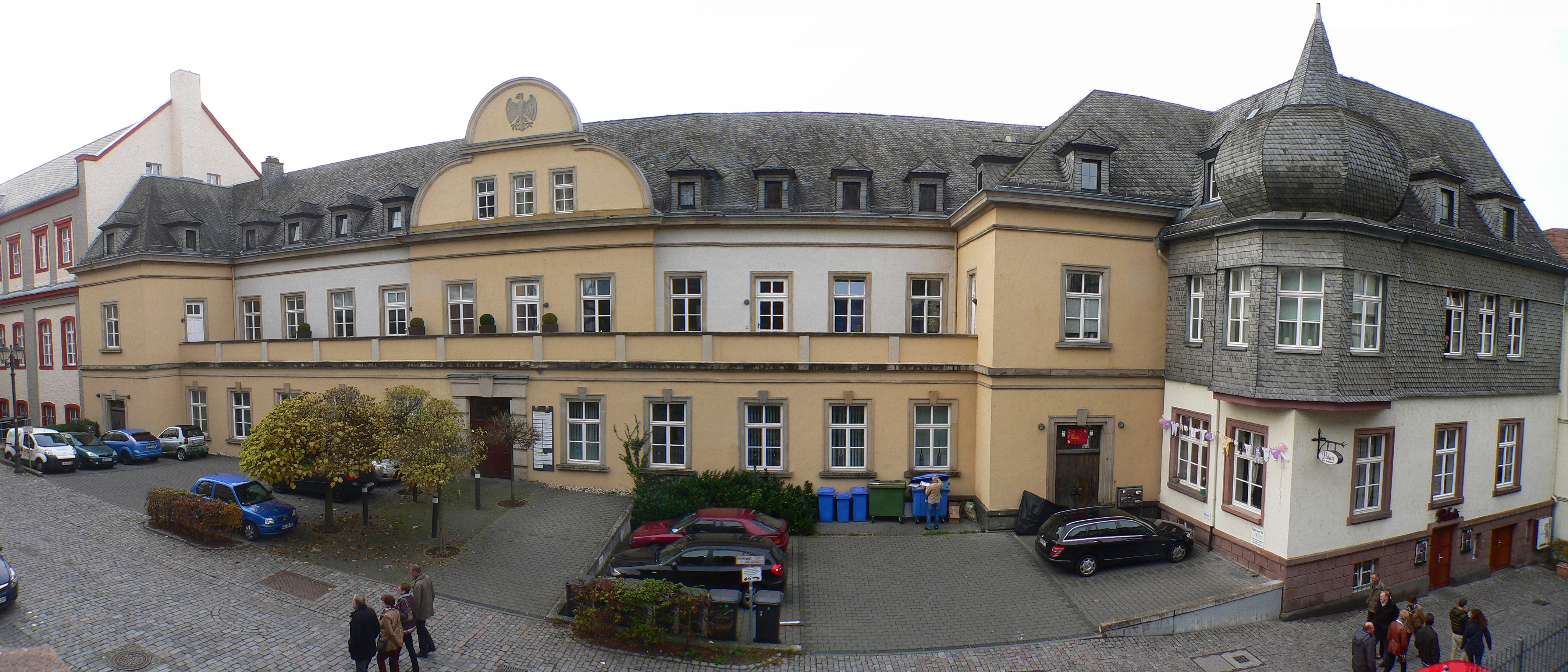
Das heutige Ingelheim’sche Palais (Straßenfront)

Das Von Ingelheim’sche Palais oder Ingelheim’sches Palais (verkürzt für Ingelheimisch) ist ein Palais in der Hauser Gasse 19 der Altstadt von Wetzlar im Lahn-Dill-Kreis in Hessen.

## Geschichte

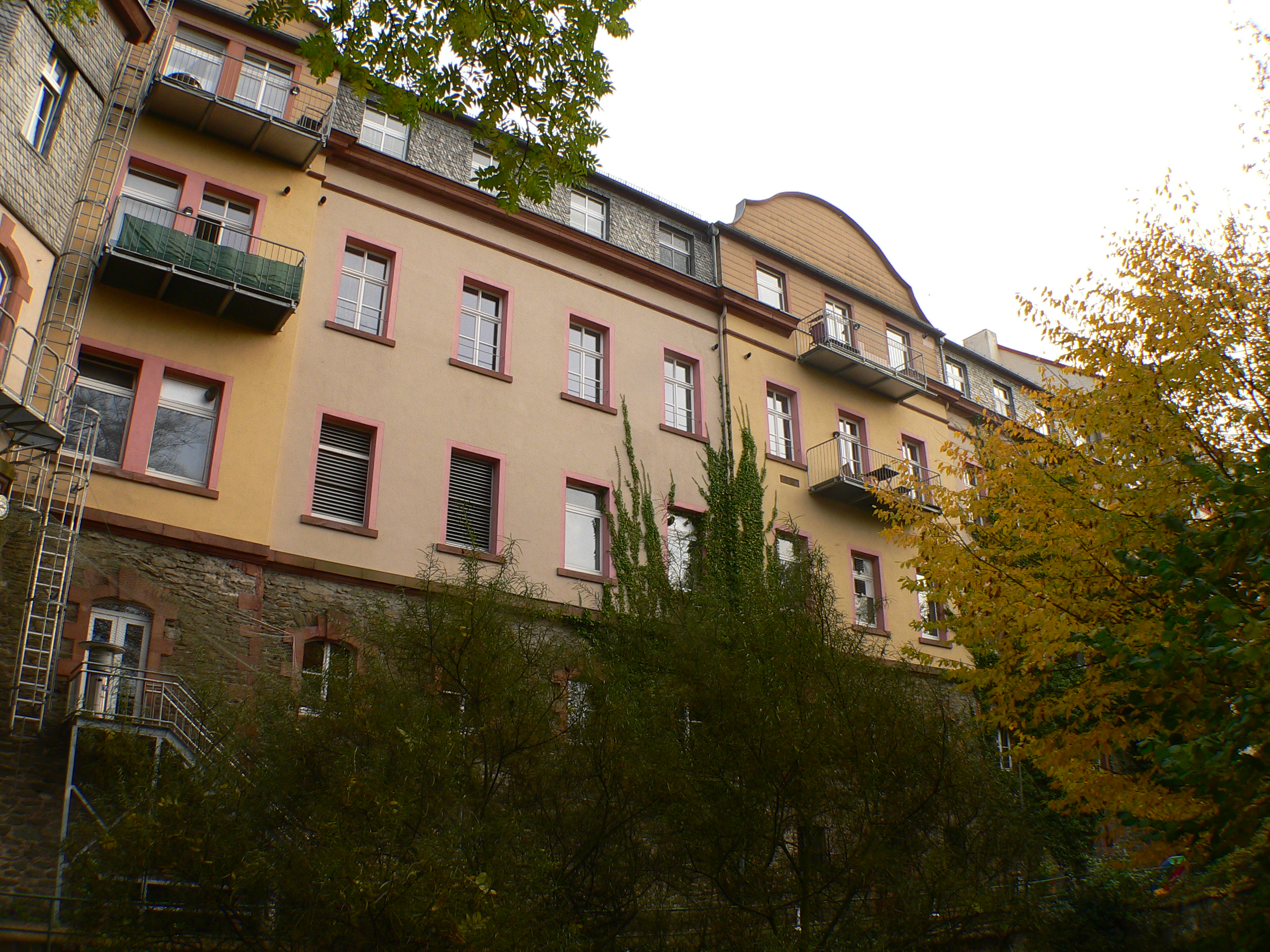
Rückansicht am Mühlgraben, einem Nebenarm der Lahn

Seit 1565 ist an dieser Stelle bereits eine Residenz der Herren von Bicken nachgewiesen. Sie wurde als Schule für die Wetzlarer Kinder genutzt.  Das Palais entstand zwischen 1715 und 1718 für Franz Adolf Dietrich von Ingelheim, der Richter am Reichskammergericht war. Es handelte sich um einen Dreiflügelbau, der vollständig als Fachwerkbau ausgeführt war. Das Gebäude war nicht nur Wohn- und Herrenhaus, sondern auch Mittelpunkt des geistigen Lebens in Wetzlar.
Nach dem Tod des Besitzers 1742 wurde es zum Standort des Reichskammergerichts umgebaut, dessen Sitz es von 1782 bis 1806 blieb. Nach der Auflösung des Reichskammergerichts wurde das Gebäude 1818 an den preußischen Staat verkauft und bis 1877 als Kaserne genutzt.
Am 25. März 1879 kaufte die damalige Reichs-, Post und Telegraphenverwaltung des Königlich Preußischen Militärfiskus das damals 160 Jahre altes Haus, um die Post- und Telegraphendienststellen der Stadt besser unterbringen zu können. 1884 wurde auf den Grundmauern des Vorgängerbaus das neue Postamt errichtet, diesmal im Stil der Neorenaissance mit vielen Verzierungen und üppigem Dekor. Im Zuge eines Umbaus und umfassender Sanierung im Jahr 1928 wurde das Gebäude wieder als Dreiflügelanlage umgebaut, diesmal nur mit kurzen Seitenflügeln, die wie Eckhäuser leicht vorspringen. Der schmale Hof wurde dabei durch einen eingeschossigen Vorbau fast komplett verschlossen.

## Beschreibung
Das jetzige zweigeschossige elfreihige schlichte Gebäude wird durch einen großen dreireihigen  Mittelrisalit geprägt, der den Haupteingang aufnimmt und oben von einem breit geschwungenen, halb geschlossenem, weit in den Dachbereich reichenden Frontispiz abgeschlossen wird, der im Dachbereich drei zusätzliche Fenster aufweist. Damit sollte an die ursprüngliche Form des Ingelheim'schen Palais erinnert werden. Jeder Fensterreihe ist eine Dachgaube zugeordnet. Die vorspringenden Eckhäuser haben eigene Eingänge. Der breite Hauptflügel ist über die komplette Breite von einer großen Brüstung durchzogen.

## Heutige Nutzung
Nach erneuten Sanierungen dient das Gebäude heute als Standesamt, beherbergt eine Gastronomie und Wohnungen. Das Gebäude ist als Kulturdenkmal ausgewiesen.